# Chaluha chilská
Chaluha chilská (Stercorarius chilensis) je středně velkým jižním druhem chaluh, řazených někdy do rodu Catharacta. Podobá se jiným velkým chaluhám, od kterých se však liší skořicově hnědým zbarvením spodiny a spodních křídelních krovek. Hnízdí na obou pobřežích Jižní Ameriky (Chile, Argentina) na jih po Ohňovou zemi. Nehnízdí v Antarktidě. Mimo dobu hnízdění zaletuje na sever minimálně po Peru.